# Forum des éducatrices africaines
Le Forum des éducatrices africaines (Forum for African Women Educationalists, FAWE) est une organisation non gouvernementale panafricaine fondée en 1992 par cinq femmes ministres de l'éducation pour promouvoir l'éducation des filles et des femmes en Afrique subsaharienne en veillant à ce qu'elles aient accès aux écoles et puissent achever leurs études et réaliser leur potentiel, conformément au mouvement Éducation pour tous de l'UNESCO. Les membres de l'organisation comprennent des ministres de l'éducation, des vice-recteurs universitaires, des décideurs en matière d'éducation, des chercheurs, des spécialistes de l'égalité des sexes et des militants des droits de l'homme. 

## Histoire
En 1992, le Forum des éducatrices africaines est cofondé par cinq femmes africaines ministres de l'éducation : Vida Yeboah au Ghana, Fay Chung (en) au Zimbabwe, Simone Testa aux Seychelles, Paulette Moussavon-Missambo au Gabon et Alice Tiendrebengo au Burkina Faso.

## Organisation
Il a son secrétariat à Nairobi. Elle compte actuellement 34 sections nationales dans 33 pays, dont le Bénin, le Gabon, la Gambie, le Ghana, la Guinée, le Liberia, le Nigeria, le Rwanda, le Sénégal, la Sierra Leone, l'Ouganda et le Togo, entre autres. 
Il s'agit d'un bureau partenaire international pour le programme de bourses internationales de la Fondation Ford et d'une organisation partenaire de l'Association des femmes africaines pour la recherche et le développement . 
Les membres individuels clés comprennent: 
- Penina Mlama - Directrice exécutive
- Esi Sutherland-Addy - membre du comité exécutif
- Charles Ndungu - Ancien assistant de recherche
- Graça Machel - Ancienne membre du conseil d'administration
- Aïcha Bah Diallo - Présidente fondatrice
- Christiana Thorpe - fondatrice de la filiale Sierra Leone
- N'Dri T. Assie-Lumumba
- Fay Chung (en) - cofondatrice au Zimbabwe
- Vida Yeboah - cofondatrice au Ghana[2]
- Nasima Badsha - membre fondatrice de la branche sud-africaine[3]
- Gladys Kalema-Zikusoka
- Fatoumata Camara Diallo - ancienne ministre et présidente de l’Association malienne pour l’appui à la scolarisation des filles (Amasef)
- Christine Dranzoa, secrétaire honoraire[4].

## Voir également
- Femmes Africa Solidarité (en)